# Plogoff, des pierres contre des fusils
Pour plus de détails, voir Fiche technique et Distribution.
Plogoff, des pierres contre des fusils est un film documentaire français réalisé par Nicole Le Garrec sur le soulèvement de Plogoff, dans le Finistère, en 1980, contre l'implantation d'une centrale nucléaire, à deux pas de la Pointe du Raz (Affaire de Plogoff).
Quarante ans après les événements qu'il relate, Plogoff, des pierres contre des fusils a été sélectionné au Festival de Cannes 2019 (sélection Cannes Classics, réservée aux films de patrimoine) après avoir été restauré la même année.
Le film est édité en coffret (Livre + 2 DVD) par Les Mutins de Pangée en novembre 2020, avec un livre (124 pages) avec de nombreuses photos, préfacé par Gérald Duchaussoy (Cannes Classics) ; d'autres documentaires de Nicole et Félix Le Garrec : Mazoutés aujourd'hui..., La Langue bretonne, Santik Du. Également le portrait réalisé par Philippe Guilloux, "Nicole et Félix". Et un entretien des Le Garrec réalisé en août 2020 par Les Mutins de Pangée.

## Autour du film
Venus au départ soutenir la population de Plogoff sans caméra, Nicole et Félix Le Garrec, devant l'ampleur du mouvement et la présence importante des forces de l'ordre, prennent la décision de faire un film. Nicole Le Garrec est à la réalisation, Félix Le Garrec, à l'image, et Jakez Bernard au son. Leur projet, à l'origine, était de faire un documentaire d'une vingtaine de minutes. L'ampleur de la mobilisation des habitants les convainc très vite qu'il faut réaliser un long-métrage pour témoigner des événements. Ils sont restés sur place, hébergés chez l'habitant, pendant deux mois.
Le couple a dû vendre du terrain, faire des emprunts et hypothéquer leur maison pour payer les laboratoires. Il n'a reçu aucune aide pour produire son film. Celui-ci, réalisé en 1980, avait été tourné en 16 mm et gonflé en 35 mm pour la sortie en salles de cinéma. 
Plogoff, des pierres contre des fusils est le premier film qui, entièrement réalisé et produit en Bretagne, a bénéficié d'une sortie nationale au cinéma. 
C'est aussi l'un des rares films sur le nucléaire ayant été diffusé en salles, il a comptabilisé 250 000 entrées.  
En 2018, le Centre national du cinéma attribue l'aide sélective à la restauration des films de patrimoine à Plogoff, des pierres contre des fusils, tandis que la Région Bretagne et la Cinémathèque de Bretagne apportent elles aussi leur soutien à cette restauration.  
En 2019, le film restauré est sélectionné au Festival de Cannes 2019 (sélection Cannes Classics, réservée aux films de patrimoine). En 2020, le film ressort dans les cinémas, en sortie nationale, le 12 février. Toutes les avant-premières affichent complet (Penmarc'h, Quimper, Rennes et Paris).

## Fiche technique
- Titre : Plogoff, des pierres contre des fusils
- Réalisation : Nicole Le Garrec
- Production : Bretagne Films[2]
- Musique : Guy de Lignières
- Images : Félix Le Garrec
- Son : Jakez Bernard
- Montage : Claire Simon et Nelly Quettier
- Nicole Le Garrec : Narratrice
- Daniel Yonnet : Narrateur
- Pays d'origine : France (Bretagne)
- Genre : documentaire
- Durée : 1h52
- Date de première sortie : 19 novembre 1980
- Format : 16 mm gonflé en 35 mm pour la sortie en salles de cinéma.

## Restauration 2019 - Ressortie 2020
- Date de la sortie du film restauré : 12 février 2020 (présortie en Bretagne 5 février 2020)
- Supervision restauration : Pascale Le Garrec.
- Production : Ciaofilm.
- Distribution : Next Film Distribution.
- Attachée de presse : Anyways.
- Film restauré en 2K d'après le scan 4K du négatif 16 mm d'origine au laboratoire Hiventy.
- Restauration avec le soutien du Centre national du cinéma, de la Région Bretagne et de la Cinémathèque de Bretagne.

## Revue de presse
- France Culture, Par les temps qui courent, 13 février 2020. Nicole Le Garrec "nous parle d'engagement, de combats, se pose et nous pose cette question : qu'est-ce que c'est que lutter ?"[3]

- La Terre au Carré, France Inter. 13 février 2020. Nicole Le Garrec, invitée découverte. [4]
- Libération, critique de Luc Chessel. 12 février 2020. "Un film lumineux dans tous les sens du terme"[5]
- RFI. 12 février 2020 Le papier d’Isabelle Le Gonidec. "Il y a beaucoup de chair, d'humanité dans le récit  [...] Il y a de la colère aussi."[6]
- Les Inrocks. Quand les Bretons se rebelles. [7]
- Ouest-France, 2 février 2020. Le film d'un combat ressort au cinéma[8]

- Ouest-France, 27 avril 2019. « Pour qu'un documentaire soit encore bon trente ou quarante ans après, il faut vraiment qu'il soit béton », explique Gérald Duchaussoy, chargé de la sélection à Cannes Classics (Festival de Cannes).[9]
- Le Télégramme, 28 avril 2019. Nicole Le Garrec, interrogée sur la sélection du film à Cannes Classics. « D’abord de la stupeur. Je ne m’y attendais pas du tout. Je n’y ai même jamais pensé. Ce n’est pas vraiment le genre de film que l’on a l’habitude de voir à Cannes. C’est un événement et une consécration. »[10]
- Télérama, 1980. « Plogoff nous délivre en définitive un message d'attachement à une terre. Le cri d'amour est si profond qu'il laisse malheureusement présager de futurs combats. »[11]

- Le Monde, 1980. « Cinéma régional, militant : oui et non. Quelque chose d'autre. Une présence au pays, à l'événement. [...]  Plus qu'une cause, Nicole Le Garrec défend des gestes quotidiens, on dirait en anglais togetherness, l'art d'être ensemble, même s'il faut cette révolte pour découvrir sa solidarité. On vient aussi du Larzac, et l'osmose se fait tout naturellement, la révolte transcende les frontières et les ethnies. Un bien joli film, qui dit non à l'ordre français tel qu'on le veut de Paris. »[12]

- La Croix, 1980. « Un film documentaire poignant par la violence de l'image qui n'a nul besoin de commentaire pour être éloquente. Au-delà de l'image d'actualité, Plogoff, des pierres contre des fusils, c'est une véritable analyse sociologique de la Bretagne, de son malaise vis-à-vis du pouvoir centralisateur. »[13]

- Le Canard enchaîné, 1980. « Un film épatant, humain et chaleureux. »[14]
- Ouest-France, 19 novembre 1980. « si Gaumont s'est décidé à lancer dans son réseau de distribution "Plogoff, de pierres contre des fusils", ce n'est pas par philanthropie ni, pense-t-on, par sympathie pour les idées qui y sont défendues. Ce pari, c'est une reconnaissance des qualités du long-métrage de Nicole Le Garrec. »[15]

- Le Matin de Paris, novembre 1980. « Voilà un film qui échappe à la pesanteur et à l'ennui didactique des documents de caractère militant […] Il y échappe par sa vivacité, l'habileté de ceux qui l'ont fait à capter des témoignages vivants, le véritable intérêt qu'ils montrent pour les hommes et les femmes (les femmes surtout) […] Il y a un extraordinaire humour dans la manière qu'ont Nicole et Félix Le Garrec de regarder les choses et les gens. Rien ne leur échappe de la cocasserie de certaines situations, de la finesse malicieuses de certaines déclarations. Pourtant, nous sommes à cent lieues du « folklore » écologiste. […] Il est absolument nécessaire de voir ce film. »[16]

- Le Figaro, 1980. « C'est la maison de distribution Gaumont, qui, paraît-il, est allée chercher les auteurs. Elle n'a pas tort. »[17]
- AFP, 2013. Le Point, 20 Minutes, Le Nouvel Obs, Sciences et avenir, Cnews... « Trois décennies plus tard, le film "Plogoff, des pierres contre des fusils", qui retrace au quotidien cette lutte épique et met en évidence le rôle important des femmes dans cette mobilisation, n'en finit pas d'être projeté un peu partout en France au grand bonheur de ses auteurs, Nicole et Félix Le Garrec, qui continuent, en parallèle, d'en écouler des milliers de copies en DVD. »[18]